# 단재완
단재완(段宰完, 1947년 ~ )은 대한민국의 기업인이다. 해성그룹 창업자 단사천 회장의 아들로 현재 한국제지·한국팩키지·해성산업 대표이사 회장이며, 학교법인 해성학원·해성문화재단 이사장이다.

## 학력
- 1966년 경복고등학교 졸업
- 1970년 연세대학교 철학 학사

## 경력
- 1997년 ~ 2005년 : 계양전기 대표이사 회장
- 1998년 ~ 2000년 : 우영엔지니어링 대표이사 사장
- ~ 2001년 : 한국팩키지 대표이사 부회장
- 2001년 ~ : 한국제지 대표이사 회장
- 2001년 ~ : 한국팩키지 대표이사 회장
- 학교법인 해성학원, 해성문화재단 이사장
- 해성산업 대표이사 회장

## 상훈
- 2014년 국민훈장 무궁화장[3]